# Museo della musica di Pieve di Cento
Il museo della Musica di Pieve di Cento sorge all'interno del palazzo comunale cittadino ed è allestito nei foyers del teatro comunale Alice Zeppilli. Ospita una ampia collezione di strumenti musicali, oltre che una collezione di cimeli riguardanti Alice Zeppilli, soprano e moglie del violoncellista pievese Giuseppe Alberghini. 
Questo museo rracconta, tramite documenti, strumenti musicali, oggetti d'epoca e fotografie, la lunga tradizione musicale di Pieve di Cento, che parte dalla tradizione campanaria fino alla banda attiva fino al 1999, dalle botteghe liutaie (ad esempio di Carletti, Gotti e Gamberini) fino alla Scuola di Liuteria.
Il museo è stato inaugurato nel 2013.

## Percorso espositivo
Un'ampia sala è dedicata alla collezione di strumenti realizzati negli anni venti e negli anni trenta del 1900 da Luigi Mozzani, di proprietà della Fondazione Cassa di Risparmio di Cento. Al secondo piano museale, trova posto la collezione Alice Zeppilli, donata dalla erede testamentaria Giuseppina Melloni, che conta vari cimeli del soprano e del marito Giuseppe Alberghini, ed una ricostruzione del camerino di Alice Zeppilli con gli accessori e gli arredi originali della famosa cantante. Tra questi si annoverano un pianoforte, un costume di scena, una valigia, documenti e dischi che testimoniano della vita artistica del soprano, e foto con dediche di Gabriele D'annunzio e di Enrico Caruso.